# Cave Springs Cowboy Camp
Pour l’article homonyme, voir Cave Springs (Arkansas).
Le Cave Springs Cowboy Camp est un ancien campement du comté de San Juan, dans l'Utah, aux États-Unis. Protégé par un abri sous roche au sein du parc national des Canyonlands, il est lui-même inscrit au Registre national des lieux historiques depuis le 7 octobre 1988. On y accède via le Cave Spring Trail.